# 黎廷燦
黎廷燦（越南语：／，1866年—？年），越南阮朝官員。

## 生平
黎廷燦是河內省常信府青池縣姜亭總仁睦舊社下亭村（今屬河內市青春郡下亭坊）人，嗣德十九年（1866年）出生。成泰十二年（1900年），黎廷燦參加河南場鄉試，考中舉人。次年（1901年），庭試考中副榜。維新末，任富壽督學。啟定年間任寧平督學。